# The Strand
Pour les articles homonymes, voir Strand.
The Strand (en français : la rive) est une importante rue de Londres (Royaume-Uni).

## Situation et accès

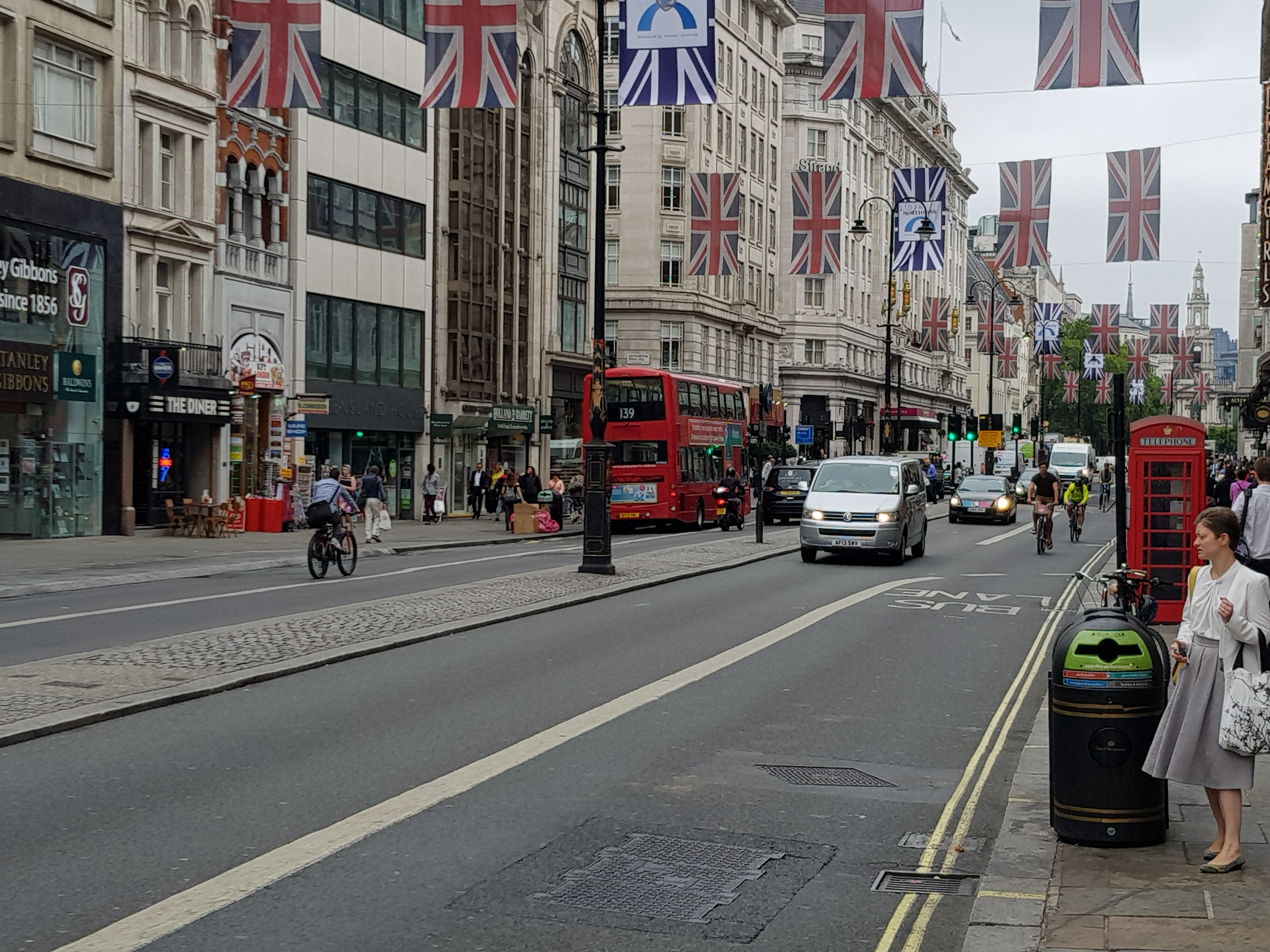
The Strand pavoisée.

Le Strand commence à Charing Cross et se dirige vers le nord-est jusqu'à la limite de la City, marquée par le Temple Bar, à partir duquel Fleet Street continue dans le prolongement. Le Strand fait partie de la route A4.
Peu avant son extrémité est, à hauteur d'Aldwych, les deux sens de circulation du Strand se séparent par deux fois pour encadrer deux îlots sur chacun desquels se dresse une église d'importance historique, St Clement Danes, terminée au XVIIe siècle par Sir Christopher Wren, et St Mary-le-Strand, conçue par James Gibbs et achevée en 1717.
Le Strand est accessible en métro par les stations Charing Cross et Temple. Il a existé deux stations portant le nom de Strand : la première, rapidement rebaptisée Aldwych et située dans le quartier du même nom, est définitivement désaffectée en 1994 ; l'autre, située non loin de Charing Cross et appartenant à la Northern line, a été supprimée en 1973 lors de la construction de la Jubilee line, et rouverte en 1979 en étant désormais intégrée au système de correspondances de Charing Cross.

## Origine du nom

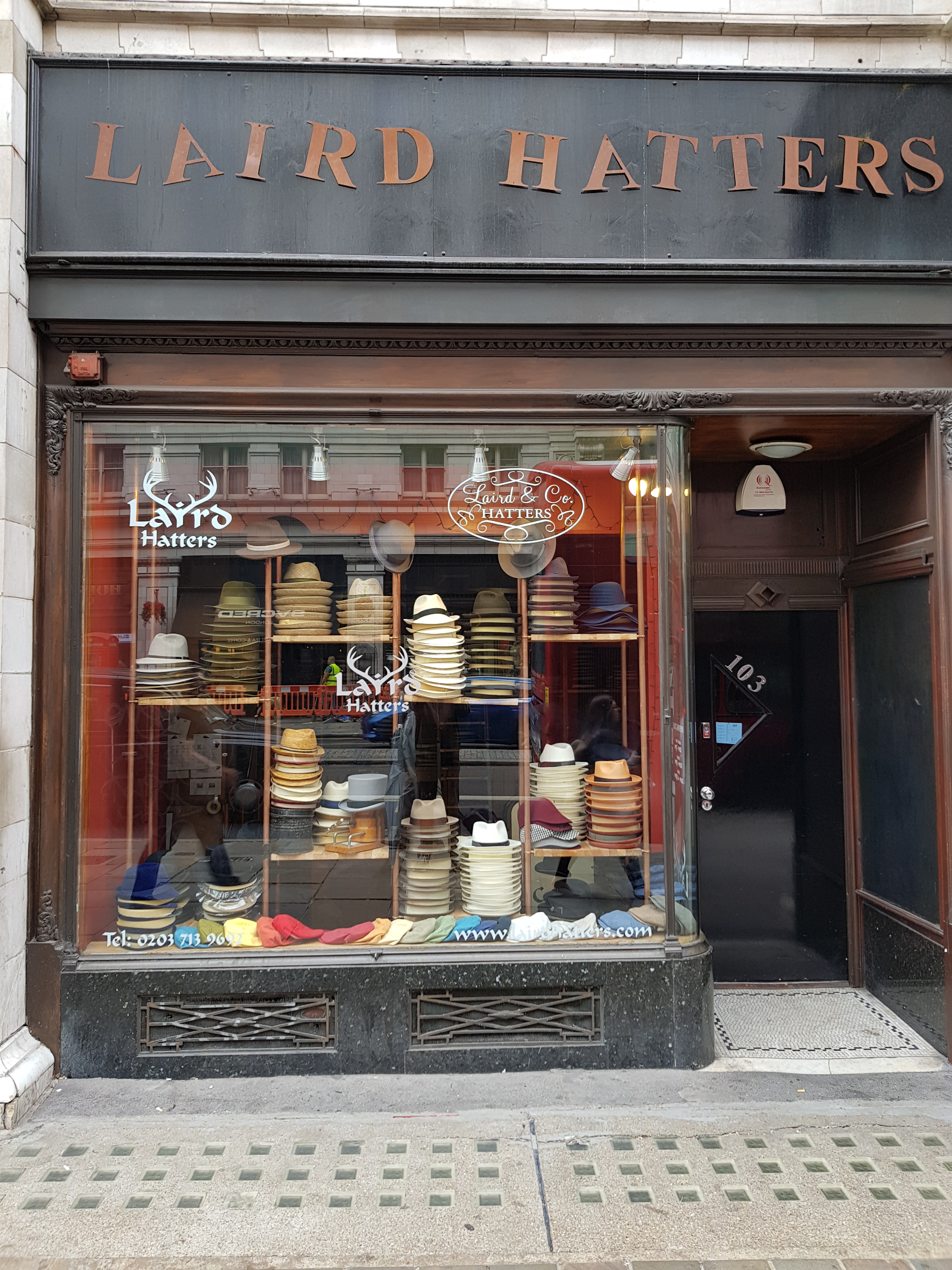
Boutique de chapelier sur le Strand.

Le nom strand vient du vieux mot anglais signifiant « rivage » (en allemand comme en néerlandais ou dans les langues scandinaves, ce terme désigne une « plage »). Avant la construction de l'Embankment, le Strand longeait la Tamise.
La rue est populairement désignée sous le nom de « The Strand » bien que son nom soit juste « Strand ». Sur le Monopoly londonien, la rue est écrite en tant que « Strand », alors que la carte de propriété correspondante est libellée « The Strand ».

## Historique
Elle était originellement la route reliant la « City » au centre du pouvoir royal situé à Westminster, lesquels constituaient au Moyen Âge deux villes distinctes — bien que jusqu'au XVIIe siècle, la Tamise ait rivalisé avec cette rue comme itinéraire principal entre les deux.
Le Strand et Aldwych ont été habités depuis les Saxons, quand le secteur était un village important, juste à l'extérieur des vieux murs romains de la ville. Tout au long du Moyen Âge, ce espace est resté un axe de développement et d'activité à Londres, faisant le lien entre le centre économique à l'est, soit la Cité de Londres, et politique à l'ouest, soit la Cité de Westminster qui bénéficie d'un statut de borough indépendant. Par conséquent, le Strand réalise la coalescence urbaine de Londres : ce sont surtout aristocrates qui y bâtissent et s'y installent afin de combler un espace disponible. Ainsi, en 1246, le roi d’Angleterre Henri III fait don au comte de Savoie Pierre II de vastes terrains situés le long de la Tamise in vico qui vocatur la Straunde. Pierre II de Savoie y fait construire l'hôtel de Savoie (incendié et détruit en 1381), à l'emplacement duquel se trouve aujourd'hui l'hôtel Savoy auquel il a donné son nom.

## Bâtiments remarquables et lieux de mémoire

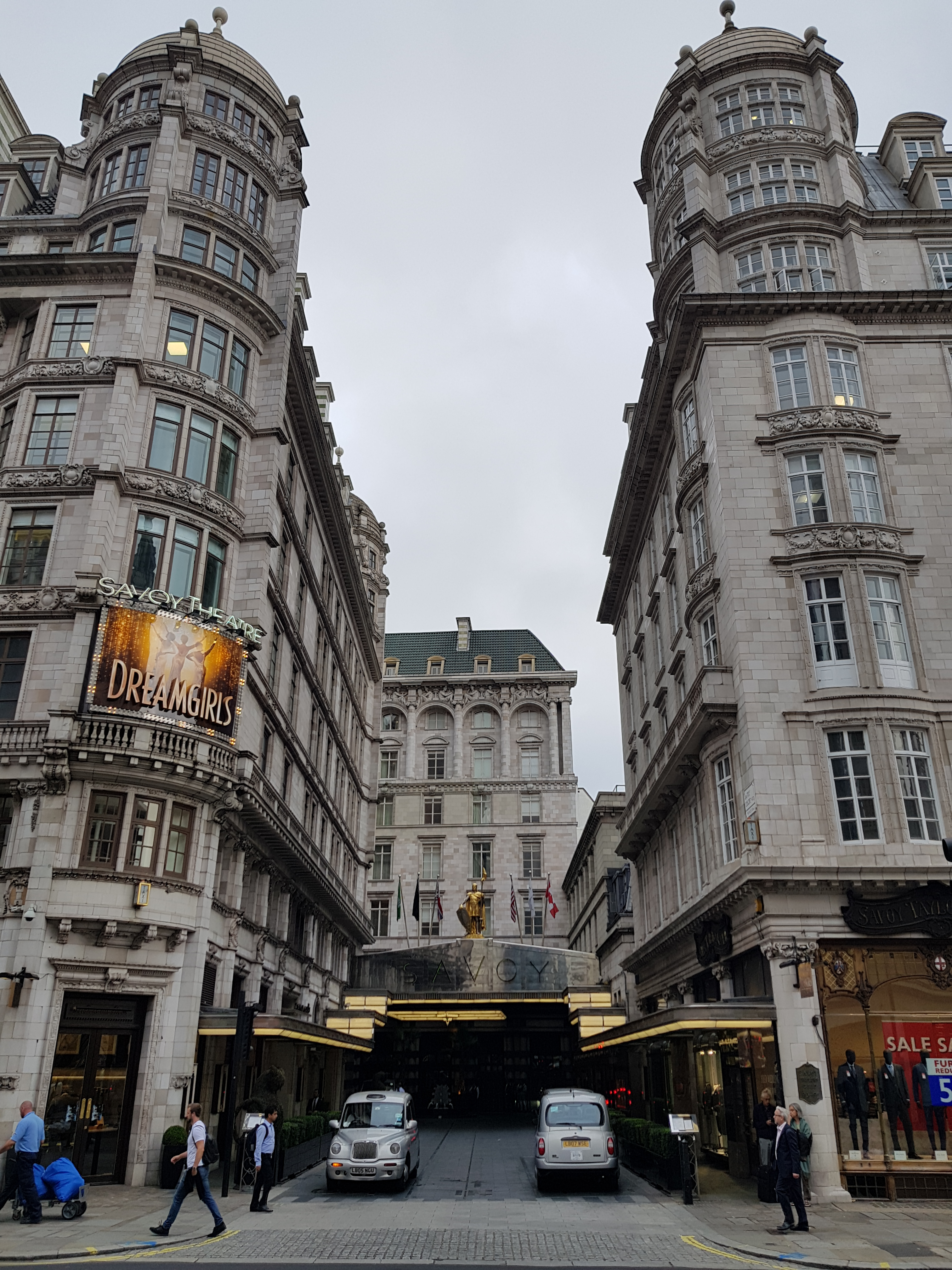
L'hôtel Savoy.

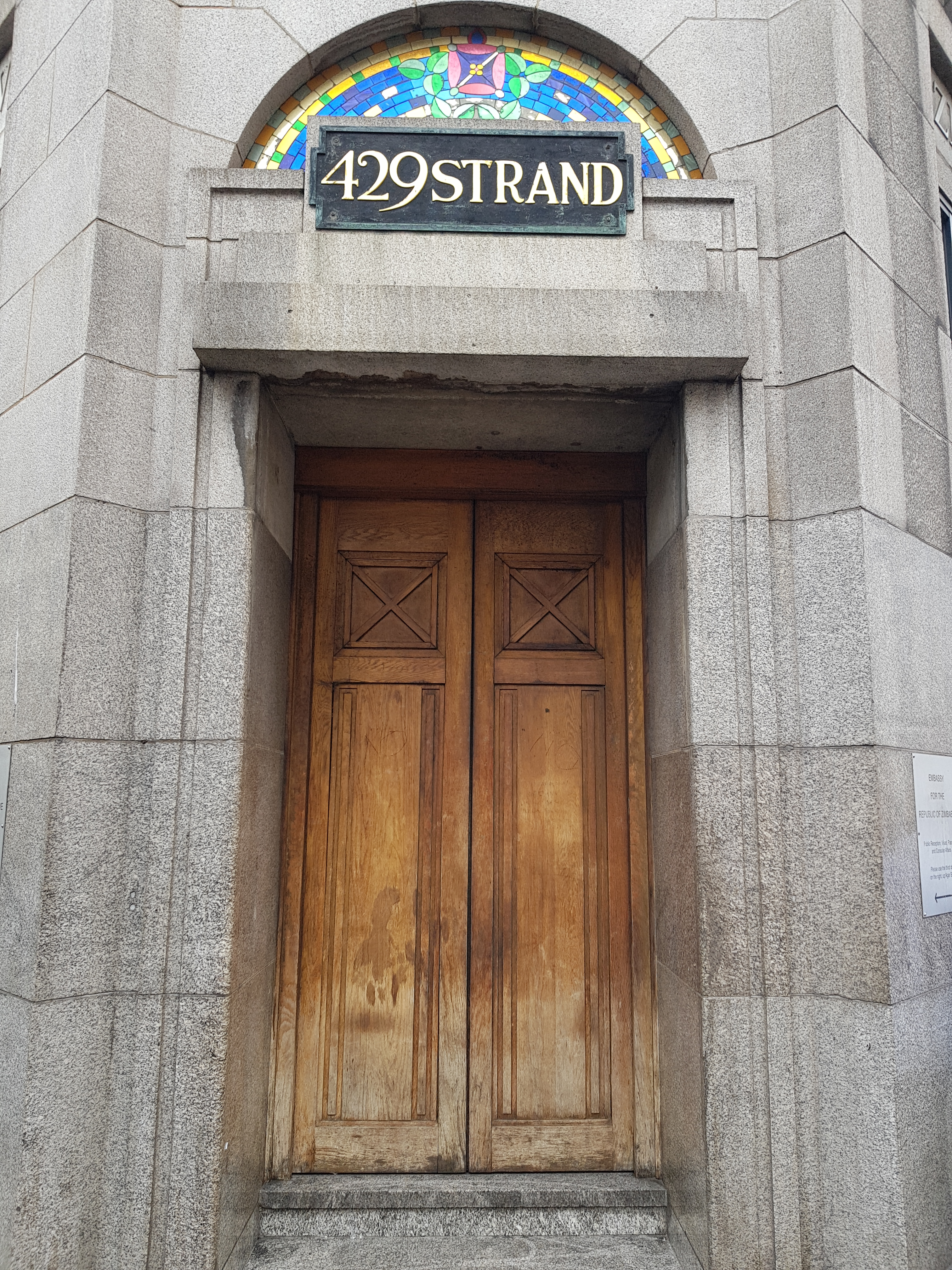
No 429.

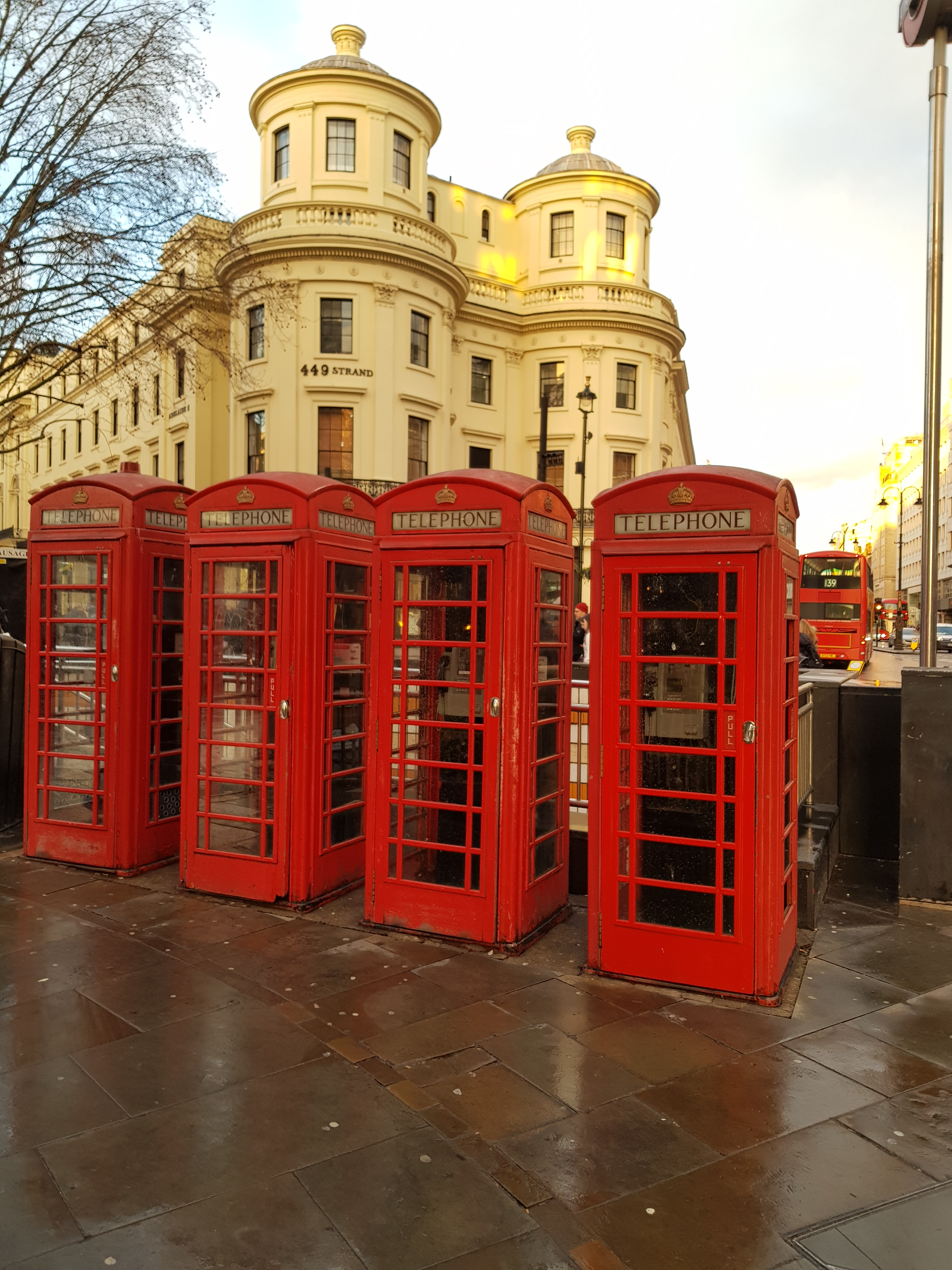
Nos 442-449.

- No 216 : Twinings Tea Shop ; ce magasin, ouvert en 1706, est l’un des plus anciens[3]et des plus étroits de Londres.
- Nos 442-449 : immeuble classé de grade II, construit en 1830-1832 par John Nash[4].
- Adelphi Theatre
- Australia House, le haut-commissariat d'Australie au Royaume-Uni
- Bush House
- Gare de Charing Cross
- Gibraltar House, le consulat de Gibraltar au Royaume-Uni
- King's College London
- Northumberland House, démolie en 1866
- Royal Courts of Justice
- Hôtel Savoy (Savoy Hotel)
- Shell Mex House
- Simpson's-in-the-Strand
- Somerset House
- St Clement Danes
- St Mary-le-Strand
- Strand Palace Hotel
- Zimbabwe House, l'ambassade de Zimbabwe au Royaume-Uni

Bush House a été occupée par la BBC de l'hiver 1941 au 12 juillet 2012, lorsqu'elle émigra à Broadcasting House à Marylebone.

### Dans la culture
- L'écrivain Samuel Johnson, alias Docteur Johnson (qui a une statue sur The Strand), écrivit un poème sur la rue, traduit ici en français :

« Avec mon chapeau sur la tête
Je marchai sur le Strand ;
Et là je rencontrai un autre homme
Avec son chapeau à la main. »
- The Strand Magazine, fondé en janvier 1891, au croisement de Burleigh Street et du Strand.
- The Strand est le thème d'une chanson de music-hall anglaise célèbre Let's All Go Down the Strand (Laissons-nous aller sur le Strand), écrite et composée par Harry Castling et Clarence Wainwright Murphy en 1909.
- Louis Aragon l'évoque dans un recueil dadaïste de 1917 (Feu de joie) : « Le Strand me suit de brouillard jaune dans les salles » (Madame Tussauds).
- Roxy Music a publié en 1972 une chanson intitulée Do The Strand consacrée à ce lieu dans leur album For Your Pleasure.
- Plus récemment dans les romans de Robert Ludlum The Cry of the Halidon (Le Secret Halidon, 1974) ou encore The Matarese Countdown (Le complot des Matarèse, 1997), des personnages se donnent rendez-vous dans des établissements situés sur le Strand.